# Potyczka pod Ciołkowem
Potyczka pod Ciołkowem – bitwa stoczona 22 stycznia 1863 roku, pierwszego dnia powstania styczniowego, pierwsze opisane starcie tego powstania. Oddział powstańców pod dowództwem Aleksandra Rogalińskiego kierujący się z Warszawy w stronę Płocka starł się pod wsią Ciołkowo (obecnie Ciółkowo) z kompanią rosyjskiego pułku muromskiego, którą dowodził płk Kozlaninow. W ataku kosynierów zginęli rosyjscy piechurzy i sam Kozlaninow.

## Tło bitwy
Kompania wojsk rosyjskich, dowodzona przez pułkownika Kozlaninowa podeszła pod zagrody wiejskie we wsi Ciołkowo, w której zgromadzili się powstańcy polscy. Rosjanie mieli rozkaz w miarę możliwości schwytać powstańców żywcem i mieli nienabite karabiny. Mimo wezwań do poddania się i złożenia broni, powstańcy otworzyli ogień i przeszli do ataku na żołnierzy carskich. Pomimo fatalnego wyposażenia oddziału polskiego (powstańcy posiadali jedynie 2 strzelby, 30 kos, a reszta kije, topory i siekiery) doszło do krótkiej walki wręcz, w której rosyjski dowódca został zabity ciosem siekierą w głowę, a jego oddział uciekł w popłochu.
Atak z zaskoczenia na niespodziewających się tego Rosjan doprowadził do rzezi. Zginęło 43 Rosjan a 17 było rannych. Po stronie polskiej było tylko 3 rannych, w tym dowódca Aleksander Rogaliński, który stracił oko i wycofał się z walki.
W trakcie potyczki 18 Rosjan pod dowództwem Ponamarenko uciekło ku Bielskowi. Spotkali się tam z rosyjskim oddziałem kapitana Stefanowskiego, który przerażony katastrofą Ciołkowską nakazał nabić broń. W późniejszym czasie Polacy pozbawieni dowództwa zaczęli się błąkać i wpadli na rosyjską kolumnę pod dowództwem Stefanowskiego i zostali rozbici/rozproszeni.